# Железен орел 2
„Железен орел 2“ (на английски: Iron Eagle II) е израелско-канадски филм в жанр екшън.
Разказва за съвместна съветско-американска акция с цел унищожаване на мишена в неназована държава от Близкия изток. Екипът е ръководен от полковника от Американските военновъздушни сили Чарлз „Чапи“ Синклер (Луис Госет младши). Държавата в Близкия изток е под прицела на ядрени междуконтинентални балистични ракети, изпращани от тези суперсили. В екипа настъпват спорове, породени от политическото съперничество и културните различия на двете страни. Пилотът от Американските военновъздушни сили капитан Мат „Куп“ Купър (Марк Хъмфри), бивш другар на Дъг Мастърс (Джейсън Гедрик), е важна част от екипа като командир на полетите. Филмът печели 10 497 324 долара.
„Железен орел 2“ е сниман в Израел. Снимачните площадки са близо до база на Израелските военновъздушни сили близо до Хайфа, в пустините, планините и по брега на Мъртво море. Пилоти от Израелските военновъздушни сили изпълняват въздушните маневри във филма.
„Железен орел 2“ е продължение на филма от 1986 „Железен орел“ и е последван от филмите „Железен орел III: Асове“ (1992) и „Железен орел IV“ (1995). Това е последният филм, в който Джейсън Гедрик играе ролята на Дъг Мастърс. В „Железен орел IV“ той е сменен от Джейсън Кадьо.

## Български дублаж
| Озвучаващи артисти  | Силвия Лулчева Христо Узунов Христо Чешмеджиев Николай Николов Димитър Иванчев |
| Преводач            | Полина Николова                                                                |
| Редактор            | Елена Илиева                                                                   |
| Тонрежисьор         | Радослав Колев                                                                 |
| Режисьор на дублажа | Албена Павлова                                                                 |

## Филми от поредицата за „Железен орел“
Поредицата „Железен орел“ включва 4 филма:
- „Железен орел“ (1986)
- „Железен орел 2“ (1988)
- „Железен орел III: Асове“ (1992)
- „Железен орел IV“ (1995)